# 黑顶子水库
黑顶子水库是中国吉林省长春市双阳区鹿乡镇黑顶村境内的一座小（一）型水库，位于双阳河支流黑顶子河上，建于1971年。
250.41米、汛限水位248.55m，历史最高水位249.10米。